# Cirrhosoma
Cirrhosoma är ett släkte av fjärilar. Cirrhosoma ingår i familjen mätare.
Kladogram enligt Catalogue of Life:
| Cirrhosoma | \| \| Cirrhosoma curvata \| \| \| \| \| \| Cirrhosoma translucida \| \| \| \| |
|            | \| \| Cirrhosoma curvata \| \| \| \| \| \| Cirrhosoma translucida \| \| \| \| |
|            | Cirrhosoma curvata                                                            |
|            |                                                                               |
|            | Cirrhosoma translucida                                                        |
|            |                                                                               |